# Dustin Clare

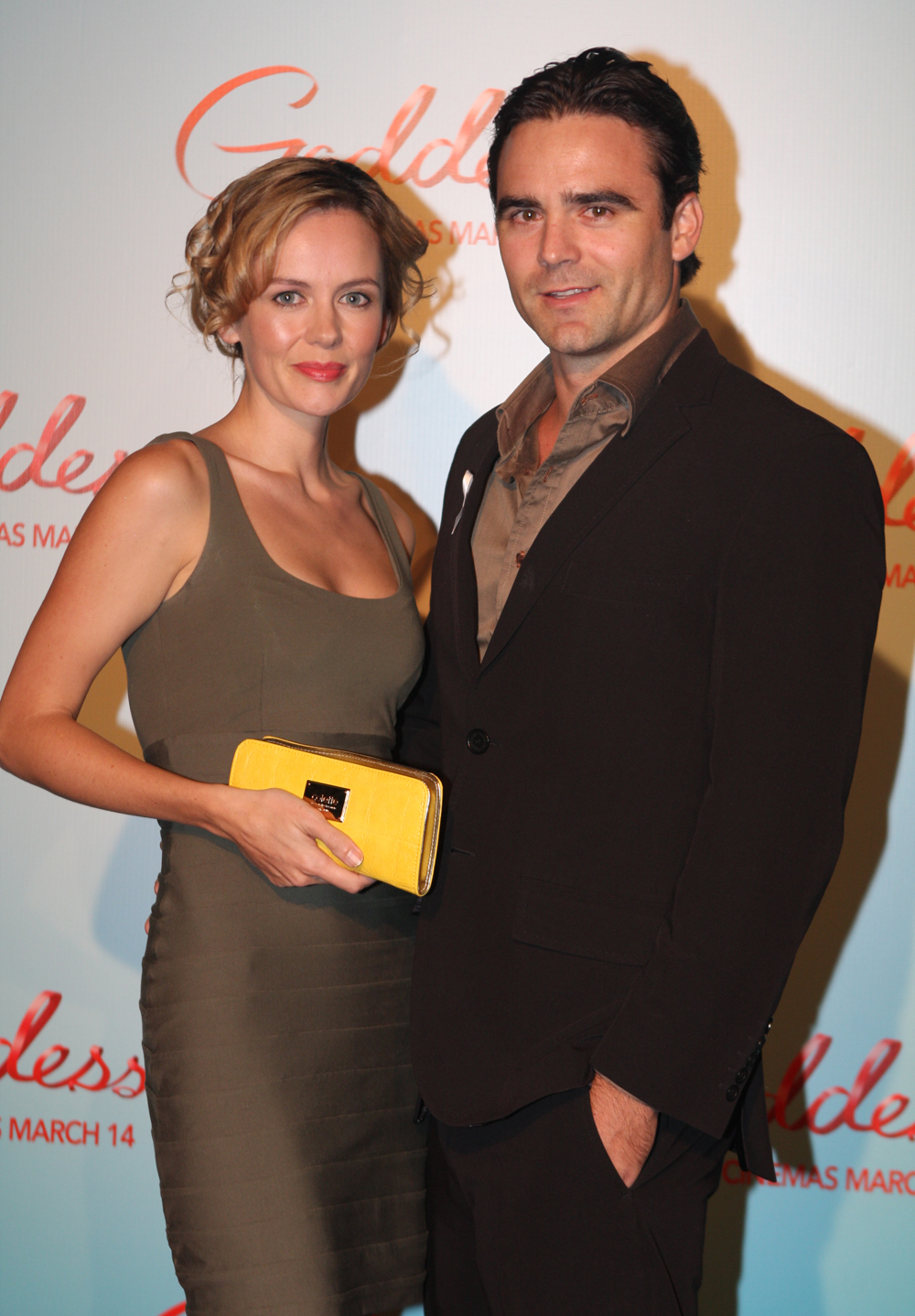
Dustin Clare mit Camille Keenan (2013)

Dustin Clare (* 2. Januar 1982 in Grafton, New South Wales) ist ein australischer Schauspieler. Seine bekanntesten Rollen sind die des Gannicus in Fernsehserien Spartacus und Spartacus: Gods of the Arena sowie als Riley Ward in der Serie McLeod’s Daughters.

## Leben
Clare wuchs in Australien in Ballina und Maclean auf. Er studierte auf der Western Australian Academy of Performing Arts in Perth und schloss diese 2004 ab.
Von 2006 bis 2007 spielte Dustin den Riley Ward in 48 Folgen der Serie McLeods Töchter.
Im Jahr 2009 spielte er den aus Sydney stammenden Christopher Dale Flannery in Underbelly: A Tale of Two Cities und den Sean der Serie Satisfaction.
Dustin Clares bekannteste Rolle ist die des Gannicus, Champion des Hauses Batiatus, in der Serie Spartacus und in der Vorgeschichte Spartacus: Gods of the Arena.
2012 war er Botschafter für das Warrambeen Film Festival und ist außerdem Botschafter für die White Ribbon Foundation.
Er ist seit 2002 mit der Schauspielerin Camille Keenan verheiratet, das Ehepaar hat eine Tochter (* 2012).

## Filmografie (Auswahl)
- 2003: Brothers (Kurzfilm)
- 2005: Headland (Fernsehserie, 6 Folgen)
- 2005: All Saints (Fernsehserie, eine Folge)
- 2006: Iron Bird (Kurzfilm)
- 2006–2007: McLeods Töchter (McLeod’s Daughters, Fernsehserie, 48 Folgen)
- 2007: Air Australia (Fernsehserie, 2 Folgen)
- 2008: Cane Cutter (Kurzfilm, auch Regie, Drehbuch und Produktion)
- 2008–2010: Satisfaction (Fernsehserie, 18 Folgen)
- 2009: Early Checkout (Kurzfilm, auch Drehbuch und Produktion)
- 2009: Underbelly: A Tale of Two Cities (Miniserie, 8 Folgen)
- 2010: Happenstance (Kurzfilm)
- 2011: Spartacus: Gods of the Arena (Fernsehserie, 6 Folgen)
- 2011: Im Auge des Sturms (The Eye of the Storm)
- 2012–2013: Spartacus (Fernsehserie, 17 Folgen)
- 2013: Goddess
- 2014: Anzac Girls (Fernsehserie, 6 Folgen)
- 2014: Sunday
- 2015: Strike Back (Fernsehserie, 4 Folgen)
- 2016: Wolf Creek (Fernsehserie, 6 Folgen)
- 2018: Pacific Rim: Uprising
- 2018: The Tidelands (Fernsehserie, 8 Folgen)